# Ceremonia del té

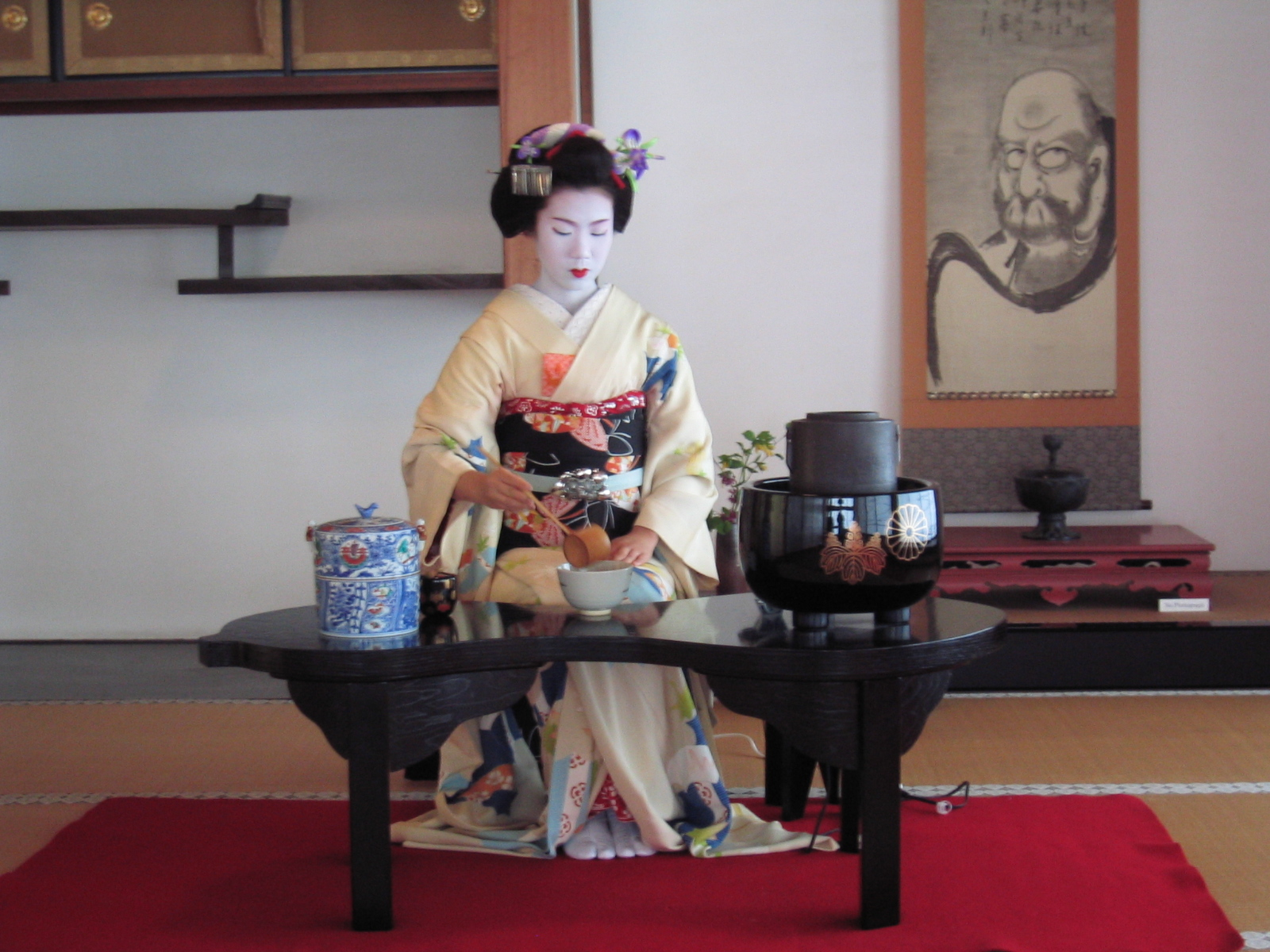
La ceremonia del té japonesa, refinada y elaborada, se propone, a través de la elegancia y el protócolo, demostrar respeto.

Una ceremonia del té es una forma ritualizada de preparar el té que se practica en la esfera cultural de Asia del Este, en China, Japón, Corea, Taiwán y Vietnam. La ceremonia del té, también llamada el "Camino del Té" en japonés, y el "Arte del Té" en chino, es una actividad cultural implicando la preparación ceremonial y la presentación del té. La forma en la que se realiza, o el arte de su realización, es llamada Ceremonia del Té. La ceremonia del té japonesa es la más conocida y una de las primeras durante los tiempos antiguos y medievales. La ceremonia del té vietnamita, también influida por su homóloga china, sólo se realiza durante las bodas y otros rituales religiosos. También se puede hacer referencia a todo el conjunto de rituales, herramientas, gestos, etc. usados en este tipo de ceremonias como a la cultura del té. En todas las ceremonias y rituales del té, se puede encontrar una "adoración de lo bello en medio de los hechos sórdidos de la vida cotidiana", así como refinamiento, un íntimo contenido espiritual, humildad, control y simplicidad, "como todo arte que comparte el extraordinario, una artificialidad artística, abstracción, simbolismo y formalismo" de una forma u otra.
A nivel muy básico, las ceremonias del té son maneras formalizadas de preparar el té, en un proceso que ha sido refinado para producir el mejor sabor. 
Entre los documentos históricos sobre el tema, se pueden mencionar el monógrafo del siglo VIII "El Clásico del Té" y el libro del siglo XII "Tratado sobre el Té".

## Téismo o el Camino del Té

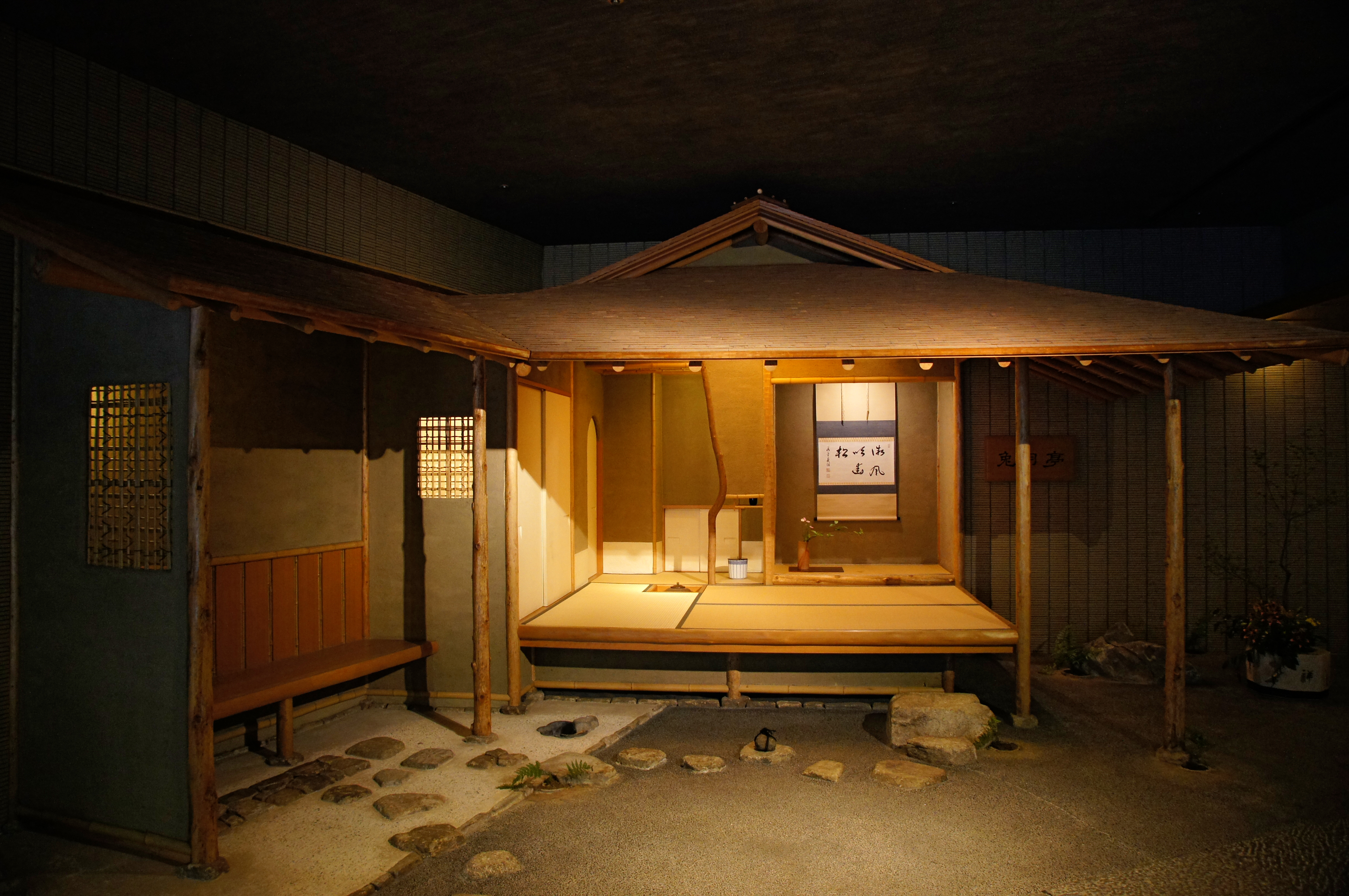
Vista interior de una sala de té.

Cuando la ceremonia del té se entiende y se practica para fomentar la armonía en la humanidad, promover la armonía con la naturaleza, disciplinar la mente, calmar el corazón, y alcanzar la pureza de la iluminación, el arte del té se convierte en "téismo". El término "chadao" contiene dos palabras, siendo la primera "té" y la segunda el préstamo chino tao/dao/, que se puede traducir por el sufijo -ismo (también en japonés: 主義), y podría entonces leerse como "téismo". Otra forma, más literal, de leer la palabra es como el "camino del té" (茶 té y 道 camino), que se puede, por ejemplo, comparar con 弓道; el camino del arco. Con este término, se describe la ceremonia del té como la muestra de interés en su cultura y sus estudios, y su práctica se inscribe, con el tiempo, en un proceso de cultivo personal. El téismo es en mayor medida un modelo estético simplista, pero contiene percepciones sutiles sobre ética, e incluso metafísica. El téismo está relacionado con el espíritu del té. Un sentido de focalización y atención se desarrolla bajo los efectos de un té sabroso. Un téista es una persona que practica o disfruta el arte del té y el téismo. En las culturas chinas y japonesas, como en la cultura coreana, existen formas muy desarrolladas de téismo.

## Propósitos del consumo del té

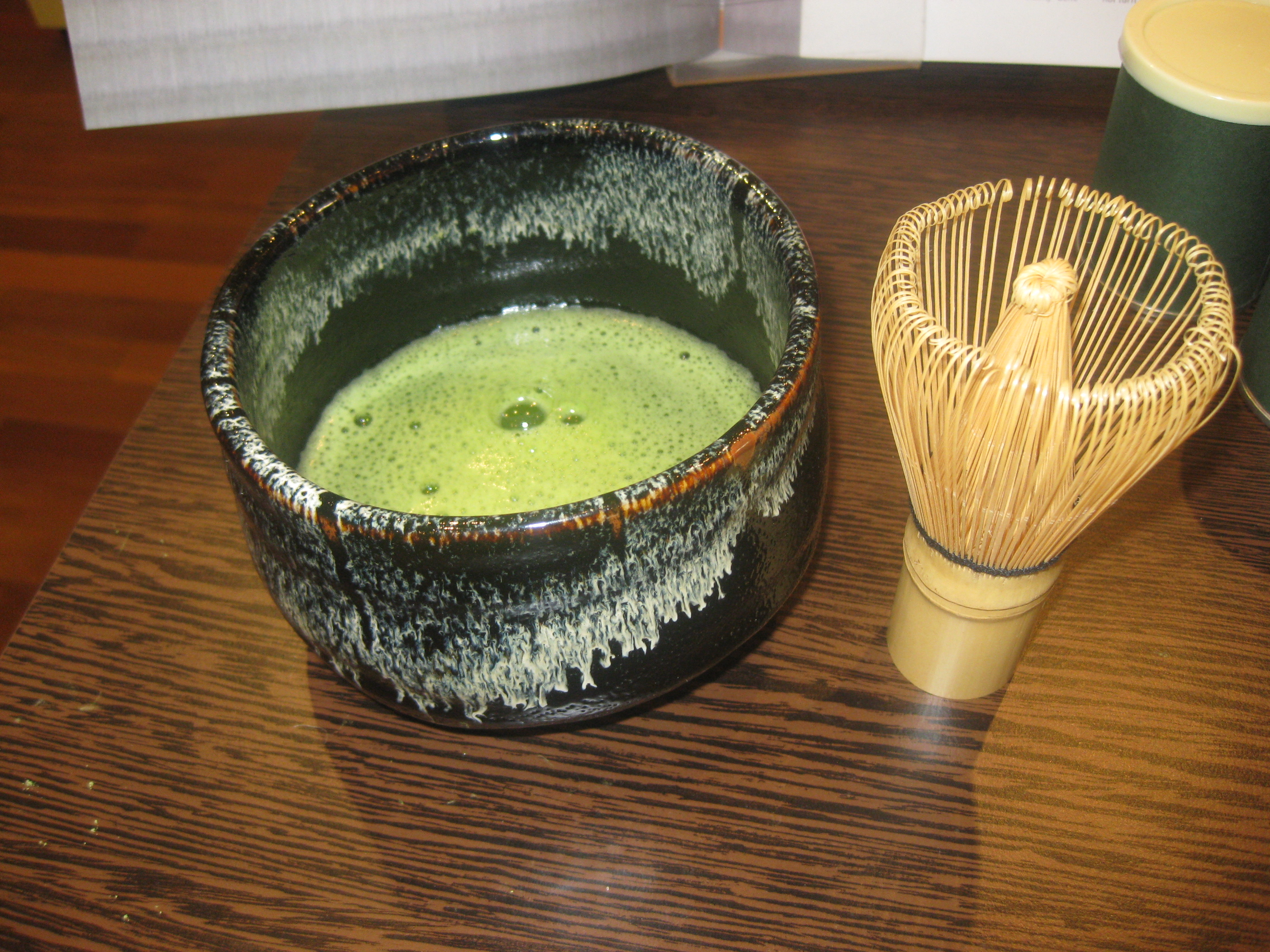
Té verde Matcha.

La ceremonia del té es la mezcla de dos principios, sabi y wabi. "Wabi" representa las íntimas, o espirituales, experiencias de la vida humana. Sus significados originales indicaban un refinamiento tranquilo o sobrio, o su tenue sabor "caracterizado por la humildad, el control, la simplicidad, el naturalismo, la profundidad, la imperfección, y la asimetría" y "enfatiza los objetos y los espacios arquitecturales simples, sin adornos, y celebra la suave belleza que el tiempo y el cuidado impartan a los materiales". "Sabi", por otra parte, representa las imperfecciones externas, o materiales, de la vida, así como la naturaleza original de las cosas. El Budismo Zen también ha influido en el desarrollo de la ceremonia del té. Los elementos de la ceremonia del té japonesa son la armonía de la naturaleza y el cultivo personal, y disfrutar el té de un modo formal e informal a la vez. La ceremonia del té japonesa se desarrolló como una "práctica transformadora", y empezó a producir su propia estética, en particular la de los principios de  "sabi" y  "wabi". Entender la futilidad era considerado el medio más efectivo hacia el despertar espiritual, mientras que abrazar la imperfección era honrado como un recuerdo sano de la importancia de valorar nuestros seres sin pulir, aquí y ahora, tal y como somos —el primer paso hacia "satori" o la iluminación—. El consumo del té sirve como ayuda a la meditación, como asistencia en la adivinación, para propósitos ceremoniales y en la expresión de los artes.

## Comparación de las costumbres relativas al consumo de té en el mundo
Se pueden encontrar hábitos comparables de consumo de té por todo el mundo, aunque no con el mismo contenido espiritual o el refinamiento tranquilo y sobrio, ni tampoco caracterizados por la humildad, el control y la simplicidad de las ceremonias del té orientales.  En Europa, incluso durante la época Victoriana, "la hora del té" (o 'high tea' en inglés) o el ritual del té de la tarde, era un evento social, donde el ritual de estar visto con el material, las maneras, y el círculo social adecuados, era tan importante como el hecho de beber el té en sí. El té de la época victoriana fue también influido por la cultura del té india, en cuanto a la elección de las variedades de té.  
Las raíces de la cultura del té americana se remontan a la época de la colonización neerlandesa de América. En las colonias, el té se servía con tamices de plata, tazas y teteras de porcelana fina y exquisitas cajas de té. En los últimos años, hubo un resurgimiento del interés por los tés finos en Estados Unidos, debido principalmente al levantamiento de la prohibición por China de las exportaciones de té en 1971. Desde los años 1920, Estados Unidos no podía obtener té chino y había muy pocas importaciones de té indio.

## Casas de té en jardines de té

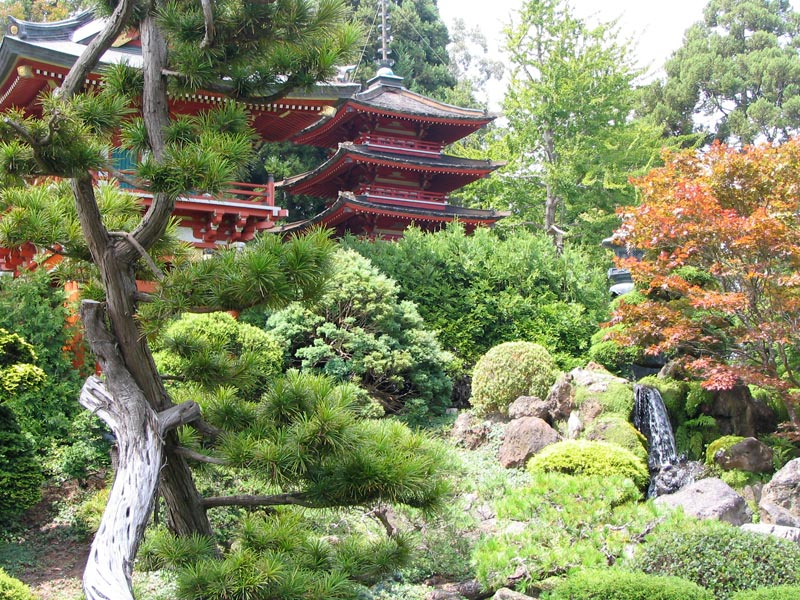
Jardín de té japonés.

En la tradición japonesa, una casa de té suele referirse a una estructura privada diseñada para acoger la ceremonia del té japonesa. Esta estructura, y en particular la habitación en la que se celebra la ceremonia del té es llamada  (茶室 chashitsu?, literalmente "sala de té"). El espacio arquitectural llamado "chashitsu" fue creado por cumplimiento estético e intelectual.
El jardín de té fue creado durante el Período Muromachi (1333–1573) y el Período Momoyama (1573–1600) como escenario para la ceremonia del té japonesa, o chanoyu. Este tipo de jardín debe su nombre al roji, o camino hacía la casa de té, que tiene la función de inspirar al visitante a la meditación para prepararlo a la ceremonia. Hay un jardín exterior, con una puerta y un cenador cubierto, donde los huéspedes esperan la invitación para entrar. Entonces, pasan la puerta del jardín interior, donde limpian sus manos y enjuagan sus bocas, como lo harían antes de entrar en un templo Shinto, antes de penetrar en la casa de té. El camino se queda siempre húmedo y verde, recordará así a un sendero montañoso aislado, y las flores de vivos colores, que podrían distraer el visitante de su meditación, están ausentes. Las primeras casas de té no tenían ventana, pero las casas de té más recientes disponen de un muro que se puede abrir para ofrecer una vista al jardín.
En China, una casa de té (茶館, cháguăn o 茶屋, cháwū) es tradicionalmente similar a una cafetería americana, aunque ofrece té en vez de café.  La gente se reúne en las casas de té para hablar, socializar, y disfrutar de un té, y los jóvenes a menudo se encuentran en las casas de té para citas románticas. Las casas de té de estilo Guangdong (cantonés) son particularmente famosas fuera de China. 